# 日本动作娱乐公司
日本动作娱乐公司（日语：株式会社ジャパンアクションエンタープライズ）是日本的一家经纪公司，原名“日本动作公司（ ）”。日本动作娱乐公司主要是代理动作演员和替身演员的经纪合约。除了管理和培训他们之外，还为他们在电影、电视剧、舞台剧及活动表演提供策划、配合及执行等工作。

## 主要作品

### 演剧
- 柳生十兵卫 魔界转生（1982年）
- 荒诞海盗大冒险（日语：ゆかいな海賊大冒険）（1982年，1983年，1984年）
- 酗酒公爵（日语：酔いどれ公爵）（1985年）